# در رگ‌های تو
در رگ‌های تو (به انگلیسی: In Your Veins) و (به سوئدی: I skuggan av värmen) فیلمی محصول سال ۲۰۰۹ و به کارگردانی بیاتا گوردلر است. در این فیلم بازیگرانی همچون مالین کرپین و یوئل کینامان ایفای نقش کرده‌اند.